# P̈
P̈, p̈ (P с умлаутом) — буква расширенной латиницы. Используется в письменностях двух языков запада острова Эспириту-Санто — араки, где обозначает звук [t̼/p/t] и является 14-й буквы алфавита, и мафеа, где обозначает язычно-губной [t̼]. В этих языках с аналогичным фонетическим значением также употребляются буквы M̈ и V̈.

## Кодировка
В качестве отдельного символа буква в Юникод не включена. Используя комбинируемый диакритический знак умлаута, символ представляется как последовательность шестнадцатеричных кодов 0050 для заглавной либо 0070 для строчной буквы P и 0308 для умлаута сверху.